# Two Tricky
Two Tricky fue un dúo islandés, formado por Kristján Gíslason y Gunnar Ólafsson. Representaron a su país en el Festival de la Canción de Eurovisión 2001, al ser los vencedores del Söngvakeppni Sjónvarpsins de 2001. El Festival se celebró en Copenhague, allí actuaron con su canción "Angel". A pesar de ser una de las favoritas, la canción solo recibió 3 puntos (1 de nourega y 2 de Dinamarca), acabando en la 22ª posición, empatando con Noruega que recibió 3 puntos de Portugal.
Gunnar Ólafsson volvió a representar a Islandia en el Festival de la Canción de Eurovisión 2011 como parte del grupo Sigurjón's Friends, con los que consiguió pasar a la final, terminando en 20.ª posición.